# 도쿄.소라
도쿄.소라(Tokyo.Sora)는 일본에서 제작된 이시카와 히로시 감독의 2002년 영화이다. 혼조 마나미 등이 주연으로 출연하였다.

## 출연

### 주연
- 혼조 마나미
- 이가와 하루카
- 이타야 유카